# A Grande Muralha
A Grande Muralha (em inglês:  The Great Wall; chinês tradicional: 長城, chinês simplificado: 长城) é um filme de ação, ficção científica e suspense sino-americano de 2017, dirigido por Zhang Yimou, estrelando Matt Damon como um mercenário europeu que vai para a China em plena Dinastia Song, para defender a Grande Muralha da China de monstros.